# Hans Wallenberg
Johannes (Hans) Knut Wallenberg, född den 1 september 1891 i Ystad, död den 25 augusti 1949 i Uppsala, var en svensk språk- och skolman.
Wallenberg avlade studentexamen i Växjö 1909, filosofisk ämbetsexamen vid Uppsala universitet 1915 och filosofie licentiatexamen där 1919. Han blev docent i engelska språket 1923 och promoverades till filosofie doktor 1924. Wallenberg blev lektor i engelska och franska vid Högre latinläroverket å Norrmalm 1937 och vid folkskoleseminariet i Uppsala 1940. Bland hans arbeten märks The Vocabulary of Dan Michel's Ayenbite of Inwyt (akademisk avhandling, 1923) och ortnamnsstudier som Place-Names of Kent (1934).